# Bayerisches Staatsorchester
La Bayerisches Staatsorchester (in italiano Orchestra di Stato della Baviera) è l'orchestra lirico-sinfonica dell'Opera di Stato della Baviera con sede a Monaco di Baviera.

## Storia
L'Orchestra di Stato della Baviera è a pieno titolo l'erede dell'Orchestra del Teatro di Corte e questo fa in modo che la storia dell'orchestra inizi addirittura nel 1523, quando con Ludwig Senfl fu istituita la "Cantoria" di corte di Monaco. 
Già nel 1563 la Hofkapelle era sotto la guida di Orlando di Lasso sotto il regno di Alberto V di Baviera. 
Dal 1653, anno di fondazione del teatro inaugurato con L'arpa festante di Giovanni Battista Maccioni, l'attività principale dell'orchestra divenne quella di orchestra del Teatro di Corte. 
Dal 1681 vi debuttarono le opere di Agostino Steffani.
Il 1º ottobre 1778 sotto la direzione di Andrea Bernasconi grazie a Carlo Teodoro di Wittelsbach 32 membri del complesso originario si fusero con 33 membri della Mannheimer Kapelle, la famosa orchestra settecentesca che, a detta dei testimoni e cronisti dell'epoca era una delle migliori orchestre del mondo. 
Da allora sia l'aspetto formale sia l'aspetto sostanziale hanno subito diversi cambiamenti, facendo cambiare anche i compiti e gli impegni affidati a questo complesso strumentale, che è al momento attivo nell'ambito dell'opera, del balletto, del concerto sinfonico e della musica da camera. 
Costituita da strumentisti d'assoluta preparazione professionale, ed inquadrata ad un livello contrattuale A speciale, l'Orchestra di Stato della Baviera ha collaborato con i più grandi direttori di tutti i tempi.

## Direttori Musicali Generali (GMD)
- Franz Lachner (1836–1867) - Primo direttore a ricevere la carica, sotto Ludovico I di Baviera (re)
- Hans von Bülow (1864–1869)
- Franz Wüllner (1870–1877)
- Hermann Levi (1872–1896)
- Richard Strauss (1894–1896)
- Max Erdmannsdörfer (1896–1898)
- Bernhard Stavenhagen (1898–1902)
- Hermann Zumpe (1901–1903)
- Felix Mottl (1904–1911)
- Bruno Walter (1913–1922)
- Hans Knappertsbusch (1922–1935)
- Clemens Krauss (1937–1944)
- Hans Knappertsbusch (1945)
- Georg Solti (1946–1952)
- Rudolf Kempe (1952–1954)
- Ferenc Fricsay (1956–1958)
- Joseph Keilberth (1959–1968)
- Wolfgang Sawallisch (1971–1992)
- Peter Schneider (interim, 1992–1998)
- Zubin Mehta (1998–2006)
- Kent Nagano (2006–2013)
- Kirill Petrenko (2013–2021)
- Vladimir Jurovskij (2021–....)

Il regno di Ludovico II di Baviera è stato associato a Richard Wagner. Il 10 giugno 1865 avviene la prima assoluta di Tristan und Isolde diretta da von Bülow, il 21 giugno 1868 di Die Meistersinger von Nürnberg diretta da von Bülow, il 22 settembre 1869 di Das Rheingold diretta da Wüllner ed il 26 giugno 1870 di Die Walküre diretta da Wüllner.
Da ricordare il rapporto privilegiato che l'Orchestra ha avuto con Carlos Kleiber. Parallelamente all'attività lirica, nel 1811 i musicisti fondarono la loro Accademia Musicale, che inaugurò la consuetudine, in vigore ancora oggi, di tenere concerti sinfonici, corali e cameristici. I più grandi interpreti di oggi partecipano alle stagioni e alle tournée dell'Orchestra di Stato della Baviera di cui esiste una notevole produzione discografica, radiofonica e televisiva nei paesi di lingua tedesca e in tutto il mondo.